# Jean-Michel Veranneman de Watervliet
Jean-Michel Othon Robert Philippe Joseph Marie Ghislain Veranneman de Watervliet (Brugge, 11 juli 1947 - Hermalle-sous-Argenteau, 14 oktober 2018) was een Belgisch diplomaat.

## Biografie
Jean-Michel Veranneman de Watervliet was een telg uit het geslacht Veranneman de Watervliet. Hij promoveerde tot licentiaat in de sociale wetenschappen aan de Université libre de Bruxelles en studeerde journalistiek aan de Vrije Universiteit Brussel. Hij liep stage bij de Europese Commissie.
In 1976 trad hij in dienst van Buitenlandse Zaken. Hij was achtereenvolgens op post in Bonn, Brasilia, La Paz en op de permanente vertegenwoordigingen bij de Verenigde Naties in New York en de Europese Gemeenschap in Brussel. Hierna was hij consul-generaal in São Paulo en op post in Londen. Hij was ambassadeur in Maputo (1983-1986), Brasilia (2000-2003), Tel Aviv (2003-2006), Londen (2006-2010) en Lissabon (2010-2012).
Veranneman de Watervliet publiceerde over Portugese emigratie, Afrikaanse geschiedenis, het concept natiestaat en België tijdens de Tweede Wereldoorlog. Zijn vader was lid van het verzet.
Hij was gehuwd met de Braziliaanse Maria do Carmo Neves da Silveira. Ze kregen drie zonen.